# Kurt Aland
Kurt Aland (28 de marzo de 1915 en Steglitz de Berlín-13 de abril de 1994 en Münster, Alemania) fue un teólogo alemán, y estudioso de la Biblia de renombre mundial. Profesor universitario de Nuevo Testamento y de la Historia del cristianismo en distintas universidades, se especializó en la crítica textual del Nuevo Testamento. En 1959 fundó en Münster el Instituto de Investigación Textual del Nuevo Testamento (Institut für Neutestamentliche Textforschung), al que dirigió hasta 1983. Con Eberhard Nestle editó el Novum Testamentum Graece, también conocido como «Nestle-Aland», para el Deutsche Bibelgesellschaftel. También editó el Nuevo Testamento griego para las Sociedades Bíblicas Unidas.

## La vida
Kurt Aland estudió teología protestante en 1933 en Universidad Humboldt de Berlín. Presentó su examen final en Teología ante el Bruderrat (consejo de hermanos) en la Bekennende Kirche (Iglesia Confesante o Iglesia de la Confesión), el 23 de marzo de 1938. Antes de graduarse, trabajó en el diario de la Iglesia Confesante, movimiento del cristianismo protestante fundado en Alemania en 1934 para oponerse al intento de control nazi de las iglesias. En un folleto crítico, Wer fälscht?: die Entstehung der Bibel, zu den "Enthüllungen" E. und M. Ludendorffs, dirigido en contra —entre otros— de Mathilde Ludendorff, segunda esposa del nacionalsocialista Erich Ludendorff, se posicionó claramente del lado de la Iglesia de la Confesión. Recibió una licenciatura en 1939, bajo la dirección de Hans Lietzmann. Fue excusado del servicio militar en 1940. En 1941, después del fallecimiento de su mentor Hans Lietzmann, se hizo cargo de la edición de Theologische Literaturzeitung, única revista alemana de Teología en aquel tiempo. Se graduó en 1941 y fue ordenado ministro protestante de Berlín-Steglitz en 1944.
Después de la Segunda Guerra Mundial fue nombrado conferencista de la Facultad de Teología de la Universidad Humboldt de Berlín y en 1947 profesor titular en la Universidad de Halle.
Aland mantuvo una posición crítica hacia el régimen marxista de la República Democrática Alemana y sus miembros y actividades, por lo que fue perseguido por el Partido Socialista Unificado de Alemania. En 1953 fue acusado de contrabandear relojes desde Berlín Occidental, y se lo mantuvo en prisión preventiva durante tres meses.
En sus discursos públicos, Aland habló en varias ocasiones en contra de la supresión de las Iglesias y a favor de la libertad de enseñanza en la República Democrática Alemana. El 14 de julio de 1958 Aland fue despedido de la universidad, y en septiembre de ese mismo año huyó a Berlín Occidental. Su biblioteca de unos 8 000 volúmenes se incorporó a la Biblioteca de la Universidad.
En 1959, Aland fue nombrado profesor asociado de la Universidad de Münster. Allí fundó el Instituto de Investigación Textual del Nuevo Testamento (Institut für Neutestamentliche Textforschung), al que dirigió hasta 1983. El Instituto fue responsable de numerosos libros y publicaciones, entre los que destaca el Novum Testamentum Graece (Novum Testamentum Graece cum apparatu critico ex editionibus et libris manu scriptis collecto), conocido también por el nombre de los dos responsables, «Nestle-Aland», de prestigio mundial.
De su primer matrimonio con Ingeborg Aland, Aland tuvo tres hijos. Más tarde se casó en segundas nupcias con la teóloga alemana Barbara Aland.

## Contribuciones

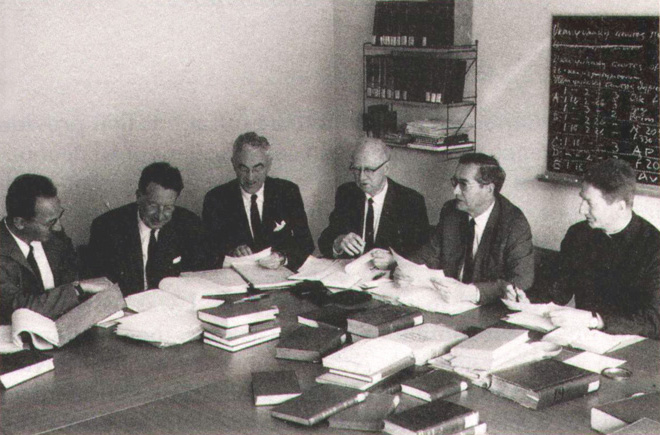
Comité de las Sociedades Bíblicas Unidas en una reunión para trabajar en el Nuevo Testamento griego. De derecha a izquierda: Carlo Maria Martini, Kurt Aland, Allen Wikgren, Bruce Metzger y Matthew Negro (con Klaus Junack, asistente de Aland).

Kurt Aland, en una época de creciente especialización, incluso en la teología, como uno de los últimos representantes son sistemática y profunda labor de investigación histórica y teológica.
En el campo de la crítica textual del Nuevo Testamento de su obra y que después de su retiro en 1983, liderado por su esposa Barbara Aland Instituto para la Investigación Textual del Nuevo Testamento es la tendencia mundial. Él es el autor de muchas publicaciones de crítica textual. Conocida es la edición completamente revisada del Novum Testamentum Graece (Nestle/Aland) 1979. Su obra principal, la búsqueda intensa y aventurera a veces por los manuscritos antiguos, la evaluación continúa en la actualidad. Esta base de texto se utiliza para trabajo científico en el Nuevo Testamento con el objetivo de aproximación máxima al "texto inicial" del Nuevo Testamento.
Kurt Aland tomó varios viajes incluyendo a los monasterios de Rusia y Grecia, con la que estaba conectado el "descubrimiento" y la documentación de muchos manuscritos del Nuevo Testamento. Además, trabajó entre otras cosas, por la Fundación Hermann Artes para la Promoción de la investigación textual del Nuevo Testamento en que se ha reunido desde 1964 las cifras en la política, la economía y la sociedad, para promover y apoyar el Instituto de Investigación Textual del Nuevo Testamento.
Otro foco de su trabajo fueron sus estudios de la iglesia histórica, tanto en el área de la vieja iglesia, como en la historia de la Reforma, la historia de la iglesia moderna del pietismo y del renacimiento temprano. Fundamentalmente, el conocimiento profundo y ancho y extenso de las fuentes de Aland es resaltado. Esto confiere a la persona obra de la iglesia Alands la historia de una presencia y vitalidad, que es un aspecto importante de la ciencia enseña.
Kurt Aland tomó la creencia fundamental de que todo el trabajo histórico depende en última instancia en el conocimiento, la fiabilidad y la accesibilidad de sus fuentes.
Con el Instituto de Investigación Textual del Nuevo Testamento, Kurt Aland tiene en la opinión de los expertos como un gran ecumenista que dejar que el estrecho marco del protestantismo alemán resultó muy atrás.

## Honores

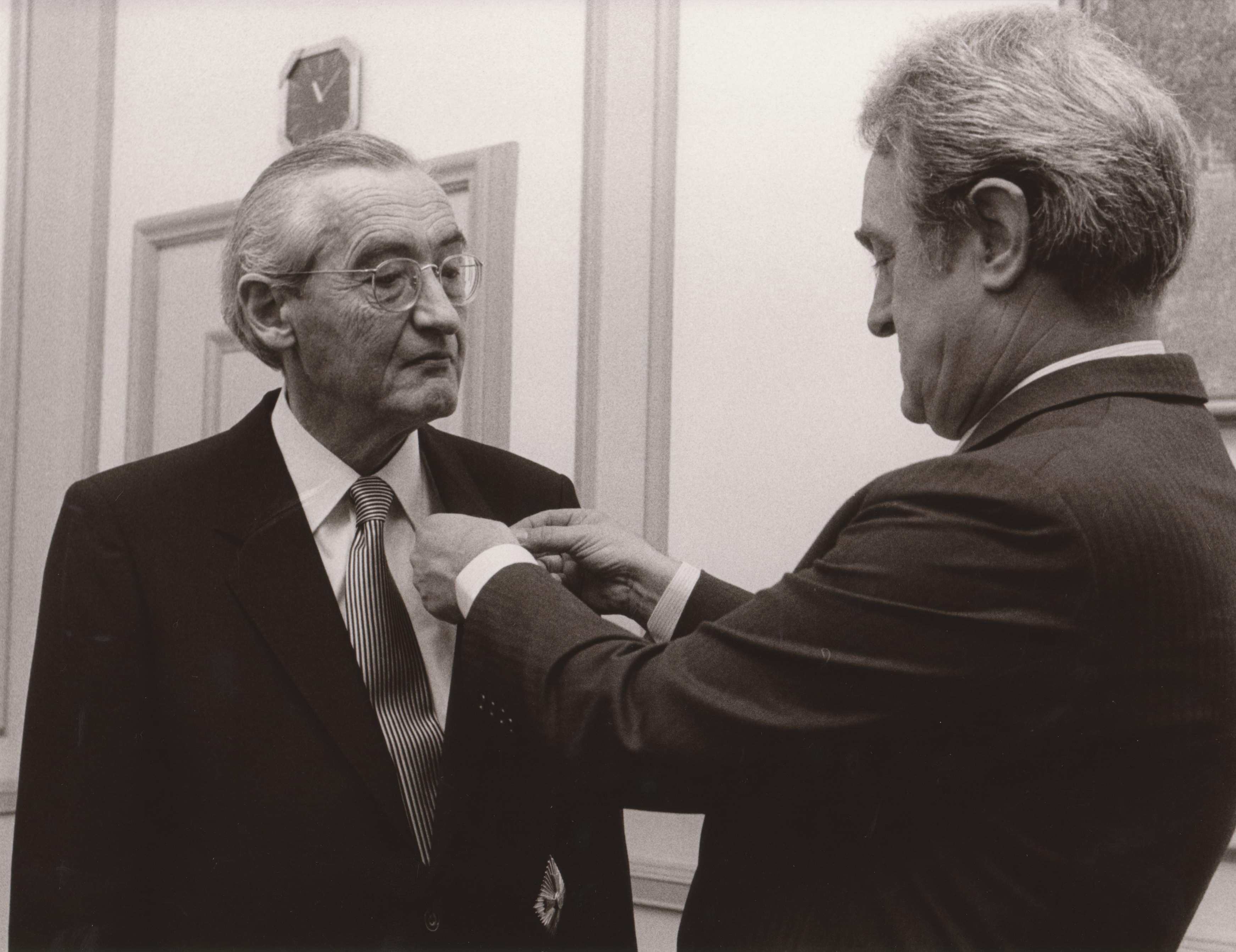
Kurt Aland recibió la Orden del Mérito de la República Federal de Alemania, en el grado de Cruz de Comendador (Großes Verdienstkreuz) en 1976, y de Cruz de Gran Oficial (Großes Verdienstkreuz mit Stern) en 1983.

Kurt Aland recibió el grado de doctor honoris causa de las siguientes instituciones:
- 1950: Universidad de Göttingen
- 1957: "DD" de la Universidad de St Andrews (Escocia)
- 1971: "Doctor en Literatura", Wartburg College, Waverley (Iowa)

Obtuvo los siguientes premios:
- 1963: Oro "Athos-cruz" del Patriarca Atenágoras[4]
- 1975: "Medalla de Burkitt de Estudios Bíblicos" por la Academia Británica[4]
- 1976: Cruz de Comendador del Mérito alemán[4]
- 1983: Cruz de Gran Oficial del Mérito alemán[5]
- 1985: "Medalla de Lutero"de la Martin-Luther-University Halle-Wittenberg[6]
- 1985: "Medalla Canstein de la Sociedad Bíblica Alemana[7]
- 1994: "San Premio Pablo de la Comunidad Luterana de América Histórico[8][9]

Kurt Aland fue miembro de las academias siguientes:
- 1955: Saxon Academia de Ciencias
- 1969: Academia Británica
- 1975: Academia de Ciencias de Gotinga
- desde 1976: Real Academia Holandesa de Ciencias

## Publicaciones
Teológica Libros
- Spener-Studien. 1943. (Arbeiten zur Geschichte des Pietismus I. Arbeiten zur Kirchengeschichte. Band 28.)
- Kirchengeschichtliche Entwürfe. Alte Kirche – Reformation und Luthertum – Pietismus und Erweckungsbewegung. 1960.
- Die Säuglingstaufe im Neuen Testament und in der alten Kirche. Eine Antwort an Joachim Jeremias. In: TEH. N.F. 86, 1961.
- Über den Glaubenswechsel in der Geschichte des Christentums. 1961.
- Taufe und Kindertaufe. 40 Sätze zur Aussage des Neuen Testaments und dem historischen Befund, zur modernen Debatte darüber und den Folgerungen daraus für die kirchliche Praxis – zugleich eine Auseinandersetzung mit Karl Barths Lehre von der Taufe. 1971.
- Neutestamentliche Entwürfe. 1979. (Theol. Bücherei, NT. 63.)

El trabajo en la filología del Nuevo Testamento
- O Texto do Novo Testamento, 1980, ISBN 9788531110320
- Bibel und Bibeltexte bei August Hermann Francke und Johann Albrecht Bengel. In: Pietismus und Bibel. 1970, S. 89–147 (AGP, 9.)
- A Textual Commentary on the Greek New Testament. A Companion Volume to the United Bible Societies Greek New Testament. 3. Auflage. 1971.
- mit Barbara Aland: Der Text des Neuen Testaments. Einführung in die wissenschaftlichen Ausgaben sowie in Theorie und Praxis der modernen Textkritik. 1982.
- Die Grundurkunde des Glaubens. Ein Bericht über 40 Jahre Arbeit an ihrem Text. In: Bericht der Hermann Kunst- Stiftung zur Förderung der Neutestamentlichen Textforschung für die Jahre 1982 bis 1984. 1985, S. 9–75.
- Das Neue Testament – zuverlässig überliefert. Die Geschichte des neutestamentlichen Textes und die Ergebnisse der modernen Textforschung. 1986. (Wissenswertes zur Bibel. 4.)
- Text und Textwert der griechischen Handschriften des Neuen Testaments. Band I-III. 1987ff. (Arbeiten zur neutestamentlichen Textforschung.)

Redacciones
Historia de la Iglesia
- Quellen zur Geschichte des Papsttums und des römischen Katholizismus. Band 1: Von den Anfängen bis zum Tridentinum. Reihe II: Die Kirche nach dem 2. Vatikanischen Konzil. Band 1: Die Jahre 1966 und 1967.

La literatura del Nuevo Testamento
- Synopsis Quattuor Evangeliorum. Locis parallelis evangeliorum, apocryphorum et patrum adhibitis. Hrsg. Kurt Aland. 1963.
- Vollständige Konkordanz zum griechischen Neuen Testament, unter Zugrundelegung aller modernen kritischen Textausgaben und des textus receptus. In Verbindung mit H. Riesenfeld, H.-U. Rosenbaum, Chr. Hannick, B. Bonsack, neu zusammengestellt unter der Leitung von Kurt Aland. 1975ff.
- Computer-Konkordanz zum Novum Testamentum Graece von Nestle-Aland26 und zum Greek New Testament3. Hrsg. vom Institut für neutestamentliche Textforschung und vom Rechenzentrum der Universität Münster, unter besonderer Mitwirkung von H. Bachmann und W. A. Slaby. 1977.
- Novum Testamentum Graece. Post Eberhard Nestle et Erwin Nestle. Hrsg. K. Aland, M. Black, C. M. Martini, B. M. Metzger, A. Wikgren.
- Luther Deutsch. Studienausgabe in 10 Bänden und 1 Registerband. 4. Auflage. Göttingen 1991, ISBN 3-8252-1656-X. Entspricht Kurt Aland (Hrsg.): Martin Luther. Gesammelte Werke. CD-Rom. Direct Media Publishing, Berlín 2003, ISBN 3-89853-163-5. Beide Ausgaben in heutigem Deutsch.
- Novum Testamentum Latine. Novam Vulgatam Bibliorum Sacrorum Editionem secuti apparatibus titulisque additis. Bearb. Kurt Aland und Barbara Aland. 1984.
- Griechisch-deutsches Wörterbuch zu den Schriften des Neuen Testaments und der frühchristlichen Literatur von Walter Bauer. 6. Auflage. Institut für Neutestamentliche Textforschung/Münster unter besonderer Mitwirkung von Viktor Reichmann. Hrsg. Kurt Aland und Barbara Aland. 1988.

## La literatura
- Hermann Kunst: Kurt Aland: eine Würdigung. In: M. Brecht (Hrsg.): Text – Wort – Glaube. Studien zur Überlieferung Interpretation und Autorisierung biblischer Texte. 1980, S. 1–15.
- Grundlagen der Apologetik. Kurt Aland zum 70. Geburtstag. Konsultation der landeskirchlichen Beauftragten für Weltanschauungsfragen, 1985. (Dokumentations-Edition; 7.)
- P.S.: Das Neue Testament neu geschrieben. Zum Tode des Münsteraner Bibelwissenschaftlers Kurt Aland. In: FAZ vom 16. April 1994, S. 4.
- M. Hengel: Laudatio auf Kurt Aland. In: Hermann-Kunst-Stiftung (Hrsg.): Kurt Aland in memoriam. 1995, S. 17–34.
- E. Mühlenberg: Kurt Aland. In: Gnomon. 68, 1996. S. 92–94.
- Robert Stupperich: Die evangelisch-theologische Fakultät der Universität Münster. In: H. Dollinger (Hrsg.): Die Universität Münster 1780–1980. 1980, S. 241–252, 249f.;